# Jana Feldkamp
Jana Feldkamp (* 15. März 1998 in Dinslaken) ist eine deutsche Fußballspielerin.

## Karriere

### Vereine
Mit dem Fußballspielen begann sie 2004 bei ihrem Heimatverein STV Hünxe, von dem sie 2011 nach Essen wechselte. Feldkamp spielte von 2013 bis 2015 für die SGS Essen in der B-Juniorinnen-Bundesliga und rückte zur Rückrunde der Saison 2014/15 in den Erstligakader Essens auf. Dort debütierte sie am 22. Februar 2015 im Auswärtsspiel beim FF USV Jena als Einwechselspielerin. Eine Woche später erzielte sie bei einem 2:0-Sieg gegen Tabellenschlusslicht Herforder SV ihr erstes Bundesligator.
Im April 2021 gab sie bekannt, sich ab Juli der TSG 1899 Hoffenheim anschließen zu wollen und unterschrieb dort bis 2023.
Im Juli 2017 wurde Feldkamp vom DFB als beste Juniorenspielerin mit der Fritz-Walter-Medaille ausgezeichnet.
Im April 2025 gab sie bekannt, ab Sommer zurück zur SGS Essen zu wechseln.

### Nationalmannschaft
Feldkamp debütierte am 17. April 2013 in der U15-Nationalmannschaft und war später auch Stammspielerin in den Altersstufen U16 und U17. Für die U19-Nationalmannschaft nahm Feldkamp 2016 an der EM in der Slowakei teil und kam in allen drei Spielen zum Einsatz. Mit der U20-Auswahl nahm sie an den Weltmeisterschaften 2016 in Papua-Neuguinea und 2018 in Frankreich teil, bei denen Deutschland jeweils das Viertelfinale erreichte. Am 10. April 2021 kam sie zu ihrem ersten Einsatz in der A-Nationalmannschaft, die in Wiesbaden das in Freundschaft ausgetragene Länderspiel gegen die Nationalmannschaft Australiens mit 5:2 gewann.